# Gears
Gears (vorher Google Gears) ist eine inzwischen nicht mehr weiterentwickelte Software des Unternehmens Google. Gears erweiterte unterstützte Webbrowser um einige Features, die von den Browsern zum damaligen Zeitpunkt nicht oder nicht in konsistenter Form angeboten wurden. Etwa wird es ermöglicht, Inhalte von Webapplikationen zum späteren Offline-Lesen zu synchronisieren oder Daten in einer lokalen SQLite-Datenbank abzulegen. Auch ist es möglich, nachdem der Benutzer dies erlaubt hat, die geografische Position anhand eines angeschlossenen GPS-Empfängers, der verfügbaren WLANs und Mobilfunksender oder eines Dienstes zu ermitteln. Ferner ermöglicht es Gears, mehrere Dateien auf einmal auszuwählen und hochzuladen.
Google hat die Entwicklung im November 2011 eingestellt, da mit der breiten Unterstützung von HTML5 Gears nicht mehr notwendig sei. Aus dem hauseigenen Browser Google Chrome wurde die Unterstützung für Gears bereits mit der Version 12 entfernt. Der Quellcode ist als Open-Source-Projekt weiterhin verfügbar.
Gears installiert im Browser eine Erweiterung (Browser-Plug-in), die es einem JavaScript-API ermöglicht, auf den lokalen Datenträger zuzugreifen. Die Erweiterung ist bisher für Firefox unter Windows, macOS und Linux sowie für den Internet Explorer verfügbar. Für Apple Safari gibt es sie nur für Mac OS X.
Neben Google Reader und Google Drive unterstützt Gears seit Januar 2009 auch Google Mail. Web-Applikationen anderer Anbieter wie Remember The Milk, Zoho oder WordPress (ab der Version 2.6) unterstützen die Gears-Funktionalität. Allerdings ist eine manuelle Umschaltung zwischen Online- und Offlinemodus erforderlich.

## Entwicklung

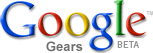
Google Gears Logo (bis Juni 2008)

Ein Google-Entwickler entwickelte eine Version des Google Readers während des Firmenprogrammes, das es Arbeitnehmern erlaubt, 20 Prozent der Wochenarbeit – also einen Arbeitstag – für ihre eigenen Projekte zu verwenden. Bret Taylor, der Entwicklungsleiter der Google-Projektgruppe, sagte, dass der Ingenieur den Zugriff auf den Google Reader während einer Geschäftsreise haben wollte.
Am 28. Mai 2008 entschloss man sich, Google Gears zu Gears umzubenennen. Damit soll gezeigt werden, dass es ein offenes Projekt ist, das nicht nur von Google betrieben wird. Deshalb ging am 11. Juni 2008 auch das neue Logo (ohne Google im Logo) online.
Seit September 2008 gibt es auch eine Gears-Version für Safari auf dem Mac.
Am 19. Februar 2010 wird im Gears-Blog bekannt gegeben, dass Google seine Gears-Unterstützung zugunsten des freien Webstandards HTML5 zurückgefahren hat. Insbesondere werden keine neue Funktionen mehr in Gears aufgenommen. Mit dem Erscheinen von Google Chrome 12 am 7. Juni 2011 wurde Gears aus Chrome entfernt. Zuvor war Chrome der einzige Browser, der Gears bereits in der Standardkonfiguration mitlieferte.
Wie man inzwischen auf der Produktseite lesen kann, wird der Download von Gears bis Dezember 2011 angeboten.

## Lizenz
Gears wurde als Open Source unter BSD-Lizenz veröffentlicht.

## Komponenten
Es gibt vier Haupt-APIs in Gears:
- ein lokaler Server, der Cache und Ressourcen für Server-Anwendungen bietet (HTML, JavaScript, Bilder etc.)
- eine Datenbank (SQLite), die Daten offline sichert
- Synchronisation von Daten im Hintergrund
- Eine der beiden mit Gears 0.4 veröffentlichten APIs ist die GeolocationAPI. Mit dieser lässt sich der Standort des Nutzer bestimmen. Diese API ist eine W3C Proposed Recommendation[12]